# Maronici
Maronici – chrześcijańska ludność z Bliskiego Wschodu, grupa religijna (maronici) i etniczna (Maronici), zamieszkująca pierwotnie na terenie Syrii i Libanu. Maronici są w przeważającej mierze wschodnimi katolikami obrządku zachodniosyryjskiego, członkami Kościoła maronickiego.
Swoją nazwę wywodzą od św. Marona, pustelnika z gór Taurus, założyciela wspólnoty chrześcijańskiej w rzymskiej prowincji Syrii, która dała początek Kościołowi maronickiemu.
Do lat 70. XX wieku maronici mieszkali głównie na terenie Republiki Libanu i stanowili około 30% ludności tego kraju. Ich skupiska stanowiły północne i centralne regiony w paśmie górskim Libanu i we wschodniej części Bejrutu. Od 1926 maronici odgrywają ważną rolę w życiu politycznym Republiki Libanu. Na mocy niepisanej umowy pomiędzy libańskimi grupami religijnymi z tej społeczności wybierany jest prezydent państwa.
Istnieje również liczna diaspora maronicka poza Libanem. Duże skupiska maronitów znajdują się na Cyprze (maronici cypryjscy), w Izraelu, w Meksyku, w Stanach Zjednoczonych Ameryki i w Brazylii.
Duchowni Kościoła maronickiego mogą zawierać małżeństwa, ale tylko przed przyjęciem święceń kapłańskich. Po święceniach kapłańskich zawarcie małżeństwa jest już niemożliwe. Dodatkowo, żonaci księża nie mogą zostać biskupami. Jeśli żonaty ksiądz zostanie wdowcem, nie może ponownie się ożenić i jest zobowiązany do życia w celibacie.